# جوناثان براون (أستاذ جامعي)
جوناثان براون (بالإنجليزية: Jonathan Brown)‏ هو أمين أمريكي، ولد في 15 يوليو 1939 في سبرينغفيلد في الولايات المتحدة.